# Puente Zuari
El Puente Zuari o Puente ferroviario Konkan es un puente para ferrocarriles entre el norte y el sur de Goa, en el país asiático de la India. Lleva el tren Konkan sobre la parte de las mareas del río Zuari, al sur de Carambolim. El puente fue terminado en tres años. Se encuentra a pocos metros aguas arriba de un puente para vehículos del mismo nombre.
El puente posee 1319 metros (4327 pies) de largo.